# Erik Bergstedt
Erik Bergstedt (ur. 1760, zm. 1 marca 1829) – szwedzki dyplomata.

## Życiorys
W latach 1791–1792 szwedzki chargé d’affaires w Paryżu (wcześniej sekretarz poselstwa), gdzie próbował montować, wśród kolegów-dyplomatów z innych państw, koalicję przeciw rewolucyjnej Francji.
W lutym 1792 roku pruski poseł w Paryżu Bernhard Wilhelm von Goltz, poinformował go, że Królestwo Prus zaangażuje się w sprawy Francji tylko jeśli ta uderzy na Niemcy, lub odmówi odszkodowań niemieckim książętom poszkodowanym przez rewolucję.